# Мићо Ракић
Милорад Мићо Ракић (Босански Петровац, 25. септембар 1922 — Сарајево, 29. децембар 2007) био је учесник Народноослободилачке борбе, друштвено-политички радник СР Босне и Херцеговине и амбасадор СФР Југославије.

## Биографија
Рођен је 1922. у Босанском Петровцу, где је завршио основну школу. У Бањалуци је похађао Средњу техничку школу, али је почетак Другог светског рата прекинуо његово школовање.
Учесник је Народноослободилачког рата од 1941. године. Исте године примљен је у чланство Комунистичке партије Југославије (КПЈ). Током рата налазио се на дужностима секретара Окружног комитета СКОЈ-а, члана Политиког одељења бригаде, члана Покрајинског комитета СКОЈ-а за Босну и Херцеговину и др. Демобилисан је из Југословенске армије у чину мајора.
Након ослобођења, од 1945. до 1951. био је члана Обласног комитета КПЈ за источну Босну, био секретар Покрајинског комитета СКОЈ за Босну и Херцеговину, а потом од 1951. до 1960. организациони секретар Народне омладине Југославије. Био је секретар Среског комитета КПЈ у Травнику и Бањалуци. У послератним годинама је завршио је средњу школу и 1965. Вишу партијску школу „Ђуро Ђаковић” у Београду, а потом је студирао на Правном факултету у Сарајеву.
Биран је за народног посланика Народне скупштине НР Босне и Херцеговине, где је био секретар Организационе и Изборне комисије. Од 1960. до 1967. био је на сталном раду у Савезној конференцији Социјалистиког савеза радног народа Југославије и секретар Организационе комисије. Септембра 1967. прешао је у дипломатску службу СФР Југославије и био амбасадор у Уганди, од 1967. до 1970. и амбасадор у Сједињеним Америчким Државама, од 1970. до 1984. до 1987. године.
Био је члан Главног одбора Народног фронта Босне и Херцеговине, а у два мандата од 17. фебруара 1972. до 16. октобра 1975. и од 16. октобра 1975. до 7. јул 1978. био је председник Републичке конференције Социјалистиког савеза радног народа Босне и Херцеговине (ССРН). Новембра 1976. изабран је за члана Председништва СР Босне и Херцеговине и на овој дужности је био и у наредном мандату од априла 1978. до априла 1982. године.
За члана Централног комитета Савеза комуниста Босне и Херцеговине биран је на више конгреса, а био је и члан Организационог секретеријата ЦК СК Босне и Херцеговине. На Осмом конгресу СКЈ, децембра 1964. биран је за члана Ревизионе комисије СКЈ, а на Дванаестом конгресу СКЈ, јуна 1982. за члана Централног комитета СКЈ.
Носилац је Партизанске споменице 1941. и других југословенских одликовања, међу којима су — Орден заслуга за народ првог реда, Орден заслуга за народ другог реда, Орден братства и јединства другог реда, Орден за храброст и др.